# Ratings Guy
Ratings Guy (titulado Padre de audiencias en Latinoamérica y El mediador de audiencias en España) es el segundo episodio de la undécima temporada de la serie de televisión animada Padre de familia. Se emitió originalmente el 7 de octubre de 2012 mediante FOX en los Estados Unidos. El episodio trata acerca de que la Familia Griffin es seleccionada para ser una "familia Nielsen" y Peter tratando de tomar el control de las ondas de televisión.
Este episodio fue dedicado en memoria de Phyllis Diller y Michael Clarke Duncan. Este episodio fue también uno de los papeles finales de Duncan antes de su prematura muerte por complicaciones tras un ataque al corazón.

## Argumento
Después de asistir a una jornada de puertas abiertas en el estación de bomberos de Quahog, los Griffin reciben una carta de la empresa Nielsen diciéndoles que han sido seleccionados para que sus hábitos televisivos sean monitoreados. Tom Tucker toca a la puerta, después de haber oído hablar que los Griffin son una  familia Nielsen, y le pide a Peter algunas sugerencias para cambiar el programa para que su familia sintonice las noticias, y los deseos de Peter implicaron a un Tom Tucker afeitado del bigote, llevaba un sombrero de bufón, y diciendo la noticia de que sería causan un grupo de perros de la pradera se pusieran tristes. y las locas sugerencias de Peter se fueron emitiendo al aire. Cuando el representante de Nielsen vuelve a restablecer el disco en su caja de Nielsen, Peter aprovecha la oportunidad para robar un montón de cajas de Nielsen para que pueda tener un impacto mucho mayor en los Raitings.
Peter pronto obliga a muchos espectáculos a realizar cambios extravagantes para "mejorarlos". A la hora de dormir, Peter mira The Late Show con David Letterman, donde David Letterman lee un cuento antes de dormir para Peter. Cuando Peter llama a Jon Hamm sobre una sugerencia para Mad Men, Jon Hamm lo rechaza. Algunas semanas más tarde, Jon Hamm llama a Peter y toma la sugerencia que tiene. El episodio de Mad Men tiene los personajes involucrados en una batalla de sables de luz, mientras que Ace Frehley toca la guitarra. Peter es denigrado por sus amigos y gran parte de la ciudad por convertir la televisión en una "tierra extensa". Pronto una multitud furiosa se presenta en la casa de Peter y emiten sus quejas hacia Peter por lo que hizo a algunos programas de televisión. Quagmire dijo que Peter había puesto un Puma real en Cougar Town y terminó desgarrado a Courteney Cox.Seamus dice que Peter convirtió Anderson Cooper 360 ° en Anderson Cooper 720 ° haciéndole dar la vuelta demasiado. Carter Pewterschmidt dice que Peter convirtió The Biggest Loser en un sistema métrico haciendo que parezca que los concursantes no están perdiendo peso en absoluto. Cuando Peter dice que él es un Dios Nielsen, Horace lanza una botella de vidrio a Peter haciéndole daño, Bruce intenta lo mismo pero lanza la botella demasiado corto y dice que es su primera vez aventando una botella.
En el hospital, el Dr. Hartman se niega a atender a Peter por sus heridas y planea tener el peor doctor en el hospital hacer el trabajo (que resulta ser el mismo Dr. Hartman). En la almeja borracha, Joe y Quagmire no quieren que Peter este a su alrededor por lo que Horace le pide que se marche del lugar. Entonces Brian anima a Peter a observar programas de televisión inteligentes, pero el alcalde Adam West llega a la casa y destruye todas las cajas de la casa esto por Añadirle un árbol más en One Tree Hill.Como alternativa, Peter va al Gremio de Productores de Televisión por ayuda. Peter reúne a muchos productores de televisión (incluyendo JJ Abrams, Mark Burnett y Dick Wolf) y Kelsey Grammer para discutir ideas para hacer sus shows mejor otra vez que los que ya habían trabajado. La escena final del episodio tiene a Herbert con las cajas de Rating reparadas, y él hace una llamada para sugerir que el programa Zack y Cody sea realizado en ropa interior.

## Referencias culturales

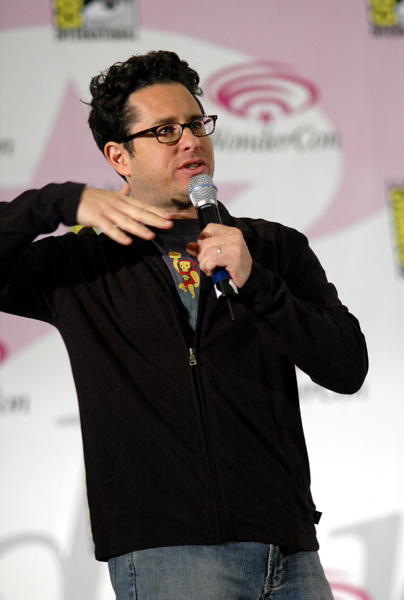
J. J. Abrams invitado del episodio, interpretando a sí mismo